# セカイ監督
セカイ監督（セカイかんとく、1991年7月6日- ）は、日本の映像作家、クリエイティブディレクター、アートディレクター。YouTube「しゅくろーから夜ふかし」公式メンバー。

## 人物
神奈川県横浜市出身。本名は宮本雄士郎（みやもとゆうじろう）。大学卒業後、さまざまな事業の立ち上げを経て映像クリエイターとなる。2022年現在は企業PRや広告制作に携わり、シュールで面白いに特化した映像広告を制作している。

## 主な作品

### CM・広告作品
- セイヒョー『もも太郎アイス』
- たおやめ『セクシーエッグ』
- NICOLESS『大切な人への思いやり』
- ドローンエンターテイメント『蜂で繋がる家族』